# 北樺太石油
北樺太石油株式会社（きたからふとせきゆかぶしきかいしゃ）は、かつて存在した日本の国策会社であり、昭和初期にソビエト連邦領の北樺太（北サハリン）で油田開発を行っていた。日ソ基本条約に基き日本が北樺太の石油利権を獲得した後の1926年（大正15年）に設立され、北樺太東海岸のオハのオハ油田、カタングリのカタングリ油田を中心に採掘を行った。艦船燃料として石油資源の確保を望む大日本帝国海軍の影響下で誕生した会社であり、海軍出身者が歴代社長に就任し、石油は基本的に海軍に納入された。1943年（昭和18年）まで採掘を行ったが、資金不足から試掘が進まず採油能力が低下したことに加えて、外交関係悪化に伴うソ連の事業妨害などから1930年代後半には業績は下り坂となった。1944年（昭和19年）にソ連の中立を維持するための外交材料として北樺太石油利権がソ連へ返還された後、帝国石油に吸収合併され消滅。なお本記事では、樺太での石油発見から日本の北樺太利権獲得までの経過についても触れる。

## 前史

### 樺太における石油発見
樺太における石油開発の歴史は、1880年にロシア帝国ニコラエフスクの毛皮商人イワノフがオハ川上流で石油の大露頭を発見したことに始まる。イワノフは沿海州軍務知事に鉱区を求める請願を出したが、翌1881年に病没。1883年、イワノフの相続人に鉱区が認められたが、賃貸料の負担が重く事業を断念した。その後、1886年にアレクサンドロフスクの管区長リンデンバウムが樺太の探査を行い鉱区の請願を行った。これを知ったイワノフの娘婿のグリゴリー・ゾートフが鉱区獲得に乗り出し、1889年にオハの鉱業権を獲得して「サハリン石油工業ゾートフ組合」を設立した。ゾートフは地質調査を行ったものの資金不足となり1893年に組合は破綻する。1906年に改めて組合を設立し再起を図ったが、ゾートフは間もなく死去。事業を引き継いだ「サハリン石油鉱業ゾートフ相続人組合」が1909年にオハで初めて湧出に成功した（ゾートフ1号井）。しかし資金不足で1914年に鉱区を没収された。
また、1892年にロイヤル・ダッチがドイツ人技師のフォードル・クレイを樺太に派遣。ロシアでは外国人の掘削が認められなかったため、クレイはロシアに帰化してヌトウォほかの試掘権を得た。ロイヤル・ダッチは採掘困難と判断して撤退したが、クレイは事業を継続。1902年にロンドンで「サハリン・アムール鉱山工業シンジケート」、1908年に天津で「支那石油会社」を設立したが資金不足となり、1912年にクレイが死んだ後、事業を継いだ彼の息子も1914年に税金滞納で鉱区を没収された。
そのほか、ロシアで「サハリン探鉱会社」と「ペトログラード商会」が設立された。前者は法規違反で利権を失い解散したが、後者は「ロシア極東工業会社」と改称。さらにイギリス資本の「ファースト・サガレン・シンジケート」と合同して1910年に設立された「セカンド・サガレン・シンジケート」が、ロシア極東工業の利権の半分を譲り受け、2社により開発が進められた。両社は鉱業権が1917年から18年に失効するため、有望鉱区の永久開発権をロシア政府へ請願したが、外国石油会社の反対に合い認められなかった。

### 日本の北樺太利権獲得交渉

#### 北辰会の設立に至るまで
艦船の燃料に石炭を使用していた日本海軍は、20世紀に入ると重油への移行を進めた。日露戦争末期の1905年（明治38年）に樺太を占領した際には、海軍は西海岸の石炭を調査したものの石油については積極的に調査を行わなかった。しかしその後、1908年（明治41年）に石炭・重油混焼の巡洋戦艦「生駒」を建造し、八八艦隊計画では重油を主燃料、石炭を従とするなど、石油資源への関心を高めていった。
1912年（明治45年）、クレイの支那石油会社から日本での販売権を打診されていた松昌洋行の山本唯三郎が、インターナショナル石油顧問の石川貞治に依頼し、海軍の便宜を受けて現地調査を実施した。北樺太油田は新潟や北海道の油田より優れているとの報告書を作成するが、日本企業は関心を示さなかった。石川は、1916年（大正5年）に桜井彦一郎、大隈信常、押川方義らを通じて大隈重信に働きかけ、海軍に1万円の助成金を要望したが断られる。同年、桜井はロシアに行き北樺太油田の日露共同開発の内諾を得て、久原鉱業の久原房之助の後援を得ることになったが、1917年（大正6年）のロシア革命勃発により中断を余儀なくされた。
その後も桜井は活動を続け、1917年10月にウラジオストクへ行き、北樺太西岸で炭鉱経営を行っていたイワン・スタヘーエフ商会を紹介される。同社は、セカンド・サガレン・シンジケートとロシア極東工業の利権が1918年までに消滅することに着目して支配人バトゥーインを日本へ派遣し、大隈重信に日露合弁の石油会社設立を打診した。大隈は久原房之助を紹介し、1918年5月に久原鉱業とスタヘーエフ商会の間で合弁契約が締結された。同年、久原鉱業は北樺太に調査隊を送り、北樺太油田が有望であるとの結果を得たが、オムスクの臨時全ロシア政府はなかなか許可しなかった。なお海軍も1918年9月に宮本雄助機関中佐を北樺太に派遣。宮本は日本人として初めてオハ油田の調査を行い、有望との報告を行った。この間、日本のほか英米資本も極東ロシアでの利権獲得に向けて行動していたことから、日本政府は1919年（大正8年）4月1日に北樺太の油田・炭田開発について、日露合弁で進め他国を排除し、国内企業の協同を図ることと政府援助の検討を閣議決定した。そして、従前から広く民間企業を集め事業を進める方針を打ち出していた海軍の働きかけにより、5月1日、久原鉱業、三菱商事、大倉商事、日本石油、宝田石油の5社が石油開発シンジケート「北辰会」を設立し、久原とスタヘーエフ商会の契約を引き継いだ。
北辰会はスタヘーエフ商会による鉱区出願が未許可であったものの、ロシア官憲の了解を得て試掘作業に着手した。しかし、1920年（大正9年）にニコラエフスクで赤軍パルチザンに日本人が虐殺される尼港事件が発生し、北辰会の作業地バターシン（ボアタシン、ロシア語: Боатасин）にもパルチザンが襲来するおそれが生ずると、北辰会は作業を中止し徒歩で1ヶ月かけて南樺太の散江へ撤退した。同年8月、日本軍は同事件の賠償を将来正当な政府が行うまでの「保障」として北樺太を軍事占領し、油田へ守備隊を派遣した。北樺太に軍政を敷いた日本政府は、9月28日に北樺太の油田・炭田開発方針を閣議決定し、海軍の指導監督下で北辰会は作業を再開した。
1922年（大正11年）には北辰会に三井鉱山と鈴木商店が加わり、「株式会社北辰会」へ改組し、日本石油の橋本圭三郎が会長に就任した。北辰会は各地で地質調査と試掘を行い、1923年（大正12年）にオハで採油に成功。翌年には海軍が初めて日本へ原油5,440トンを搬入した。

#### シンクレア石油の利権獲得運動

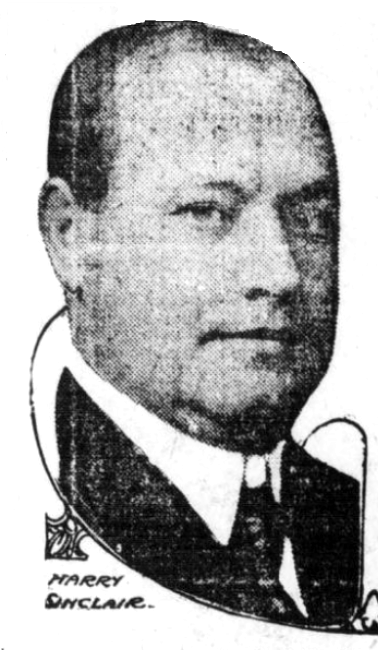
ハリー・フォード・シンクレア

誕生したばかりのソ連は第一次世界大戦とロシア内戦により荒廃した国家を復興するため、1920年11月に「コンセッションの一般的な経済的・法的条件」を布告。外国資本への利権供与（コンセッション方式）により、天然資源開発などを進める方針を打ち出していた。
こうした中、アメリカ合衆国の新興企業であるシンクレア石油会社は、樺太・シベリア・中国での油田開発を目的に合弁企業の設立を日本に持ちかけた。この提案に対し鈴木商店が関心を示したが、海外資本の参入を避けたい日本政府は消極的な態度をとった。このためシンクレア石油は極東共和国に接近し、1922年1月に北樺太油田の調査権・採掘権・販売権について仮契約を締結。極東共和国がソ連に併合された後、シンクレア石油は1923年11月にソ連と利権の仮協定を締結し樺太へ油田調査隊を派遣しようとした。しかし、日本政府は同年4月24日の閣議で、シンクレア石油とソ連の契約を認めず、かつシンクレア石油の北樺太調査を拒否すると決定しており、調査を妨害した。ハリー・フォード・シンクレア社長はアメリカ政府の支援を得ようと国務省に働きかけたが、スタンダード・オイル寄りで対ソ交渉ではコーカサスの石油利権獲得に重点を置いていたチャールズ・エヴァンズ・ヒューズ国務長官は協力せず、さらにシンクレア社長が贈賄疑惑（ティーポット・ドーム事件）の発覚により信用を失ったため、日本との利権獲得競争に敗北。最終的に1925年2月、ソ連最高国民経済会議でシンクレア石油の利権契約の解消が承認された。

#### 北樺太油田利権の獲得
1921年以来、日ソ両国は、日本軍の北樺太からの撤退とソ連政府の承認、尼港事件の解決に関して交渉を重ねたが、北樺太の資源利権も論点となっていた。
1922年9月に極東共和国との間で開催された長春会議が決裂した後、日露協会会頭を務め日ソ国交樹立を目指していた後藤新平東京市長は、加藤友三郎総理大臣の了解を得て、1923年2月にソ連駐華全権代表アドリフ・ヨッフェを病気療養の名目で日本へ招いた。そして、後藤とヨッフェが私的会談を行った後、6月末から7月にかけヨッフェと帰国中の駐ポーランド公使川上俊彦の間で非公式予備協議が行われた。本協議では北樺太全域の日本への売却も議論されたが、売却価格を日本は1億5千万円、ソ連は15億ルーブル（当時の15億円）とそれぞれ主張し折り合わなかった。しかし北樺太利権の供与はほぼ合意に至った。
続いて1924年5月から駐華公使芳澤謙吉とソ連代表レフ・カラハンとの間で北京会議が行われた。日本に認める油田権益比率について、日本が60パーセント、ソ連が40パーセントを主張し対立。日本海軍は同時に交渉していた北樺太西海岸の炭田権益を放棄しても油田権益60パーセントの確保を主張したが、50パーセントとする外務省案で妥協。ソ連はなおも45パーセントを主張したが、レーニン没後1周年（1925年1月25日）までに条約締結を目指す意向から日本案の50パーセントで妥結した。
1925年（大正14年）1月20日、日ソ基本条約を北京で締結。同条約第6条にソ連が日本に対し天然資源の開発に関する利権を供与する意向があることが明記され、条約の付属議定書（乙）で北樺太の油田利権内容を定めた。その概要は以下の通り。
- 日本軍の北樺太撤退[注 5]後、5か月以内に利権契約を締結する（本文）。
- 北樺太油田の5割を開発する利権を日本政府が推薦する事業者（コンセッション会社）へ与える（第1項）。
- 利権契約締結後1年内に定める1,000平方ヴェルスタの地域において試掘期間は5-10年（第2項）、油田開発利権の期間は40-50年とする（第4項）。

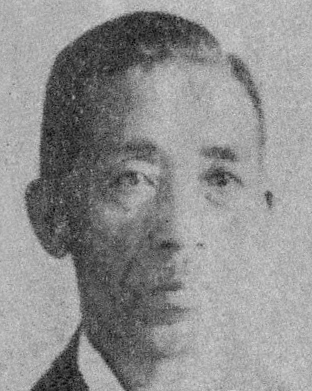
中里重次

同年6月、加藤高明総理大臣が国内の実業家100名を官邸に招き、北樺太油田利権のための会社設立に関する懇談会を開催。元海軍省軍需局長で燃料問題に係った経験を持つ中里重次海軍中将を利権交渉代表および新会社の社長に決定した。そして、利権交渉団は川上俊彦が顧問となり同年7月にモスクワへ向かった。正式会談24回、技術会議約20回、小委員会十数回を行い、途中交渉が難航し何度か決裂の危機があったものの、同年12月14日に日ソ基本条約付属議定書（乙）に定める「日本政府が推薦する事業者」として設立された北サガレン石油企業組合との間に石油利権契約（コンセッション契約）を締結した。そして北辰会は北サガレン石油企業組合に利権を譲渡し、1926年1月に解散した。

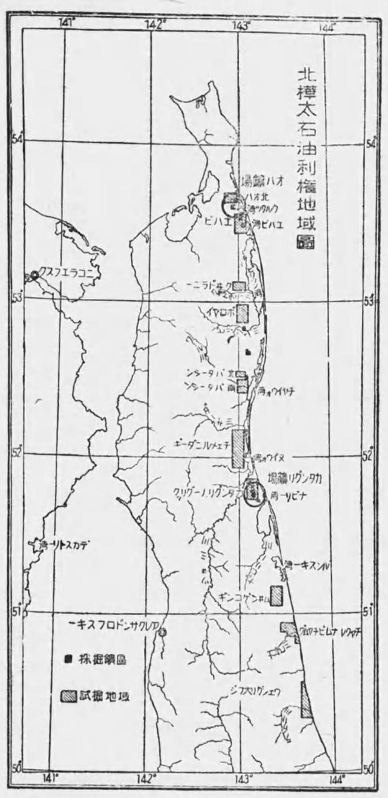
北樺太石油利権の地図

利権契約で定められた採掘期間は45年、試掘期間は11年であった。北辰会が試掘を行っていた、オハ、エハビ、ピリトゥン、ヌトウォ（ロシア語: Нутво）、チャイウォ、ヌイウォ（ロシア語: Ныйво）、ウイグレクトゥイ、カタングリ各鉱床の試掘・採掘権がコンセッション会社に供与されることとなった。鉱区は約500メートル四方の正方形のマス目に分割され、日ソの自国鉱区同士が隣接しないよう市松模様状に配分された。
1927年2月に追加協定を締結し、11ヶ所の試掘地域（北オハ（ロシア語: Северная Оха。50平方ヴェルスタ、以下単位同）、エハビ(100)、クイドゥイラニ（ロシア語: Кыдыланьи。50）、ポロマイ（ロシア語: Поромай。100）、北ボアタシン(25)、南ボアタシン(75)、チェルメニ・ダギ(200)、カタングリ(100)、メンゲ・コンギ(100)、チャクレ・ナンピ・チャムグ(100)、ヴェングリ・ボリシャヤフジ(100)）の境界が定められた。

## 北樺太石油の沿革

### 会社設立
日本政府は北樺太利権の獲得を受けて、コンセッション会社に関する規定を勅令によって定めるとした、「条約ニ基ク外国トノ利権契約ニヨリ外国ニオイテ事業ヲ営ムコトヲ目的トスル帝国会社ニ関スル法律（1925年3月31日法律第37号）」を制定。次いで1926年（大正15年）3月5日勅令第9号で当該規定を定めた。これらに基づき「北樺太石油株式会社」が設立された。中里は台湾予備油田と同様に海軍省が所管することを期待し、海軍省も半官半民の特殊会社とすることを望んでいたが、日本国内およびソ連ともにそれを許さず、商工省所管の純民間会社として設立されることとなった。北樺太石油は同年6月2日に商工省の許可が下り、同月7日に設立総会を開催。資本金は北辰会、発起人、一般公募とほぼ三等分で1,000万円（うち設立時の払込400万円）を募ったが人気を博し、予定株数の11倍の応募を集め、設立時点の株主数は3,655名であった。また株式は東京株式取引所に上場された。
経営陣には社長の中里のほか、取締役に財界から橋本圭三郎、林幾太郎（大倉鉱業）、押川方義、牧田環（三井鉱山）、松方幸次郎、斎藤浩介（久原鉱業）、島村金次郎（三菱合資会社）、末延道成らが就任した。設立後、会社幹部および労働者400名余りが北樺太に向かい、オハ油田で事業を開始。北樺太石油は北辰会の資産を受け継いだことから、すぐに生産活動を軌道に乗せた。

### 事業体制

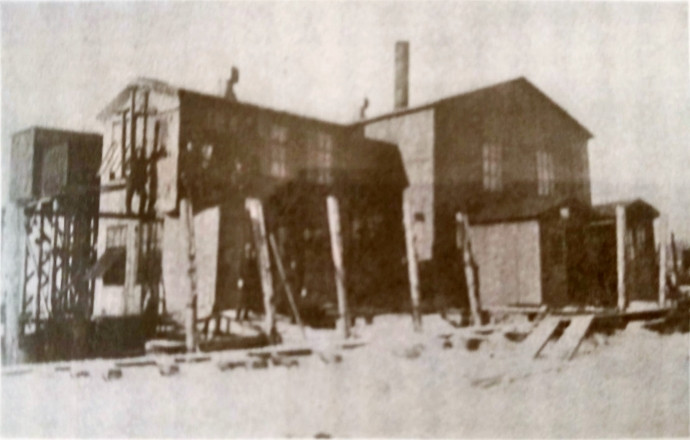
オハ製油所

北樺太石油は東京に本社を置き、オハに北樺太鉱業所を、その他の試掘・採掘地に支所を置いた。
オハでは鉱場から樺太東海岸まで鉄道を敷設。東海岸には港がないため、海軍の支援を受けて、船舶に直接送油する1キロメートル沖合までの海底パイプラインおよび係留施設を整備した。そして、1927年（昭和2年）以降、オハ油田と海岸一帯に石油タンクを設置し、1930年（昭和5年）には貯油能力が20万トンとなった。また、北樺太は結氷と波浪のため6月下旬から10月末までしか荷役を行うことができない中、物資を社船「オハ丸（1,450トン）」や5,000-6,000トンの用船数隻により日本国内から輸送。オハと各支所間は75トンの発動船「チャイオ丸」で連絡した。
原油は海軍の特務艦により日本に運ばれ、1931年度で9割以上が海軍へ、その他は日本石油、三井物産などに販売された。

### 労働者
コンセッション契約では、労働者の雇用比率をソ連市民75パーセント、外国人25パーセントと定めており、ソ連政府は労働者の大半をソ連領内で調達することを求めていた。労働者は北樺太石油がソ連側に必要人数を申請し、ソ連側が提供可能人数を北樺太石油に伝達する。ソ連市民またはソ連国内に住む外国人で必要人数を賄えない場合、北樺太石油は任意に日本人を含む外国人を採用することができた。しかし、1920年代後半から30年代にかけソ連国内で工業が成長し労働者の需要が増えたこと、およびソ連の組織や制度の制約から、労働者の確保は困難を極めた。なお、1933年の従業員数は、夏季が日本人1,569名、ソ連人1,494名の計3,063名、冬季が日本人791名、ソ連人963名の計1,754名であった。
ソ連国内の外国企業もソ連の労働法の適用を受けることとなっており、1925年3月にはオハでも労働法が施行された。同年4月に少数のソ連人により労働組合が結成されたが、日本人および日本語が使える朝鮮人は組合に加入しなかった。毎年労働組合と団体協約を結ぶ必要があったが、改定の度にソ連から給料の引き上げや福利厚生の向上など事業の負担となる条件が要求されたため、交渉は毎回難航し会社の負担は増大する一方であった。
労働者の住宅は北樺太石油が無償で提供する義務があったが、その面積も争点となった。1935年時点でソ連人労働者の住宅は日本人労働者の住宅の半分の面積しかなく、組合の要求を強める要因となっていた。
北樺太石油は経営を圧迫するソ連国籍労働者を抑制するため、厳正な試験を行い採用を減らそうとした。ソ連は不採用労働者に樺太までの旅費および赴任手当を支払っており、不採用者が増えることが経済的負担となるため、1936年に北樺太石油による採用試験は廃止された。
一方、日本人労働者は石油採掘が進んでいた新潟や秋田、乗船地に近い函館や青森から集められた。鉱夫が大部分であり、常勤労働者は長屋の大部屋に、季節労働者はテントやバラックに住んだ。現地ではソ連による宣伝活動も積極的に行われたが、共産主義思想に染まった者は累計4-5千人の労働者のうち5、6人に過ぎなかった。
北樺太は物資を自給自足できないため、北樺太石油が従業員に食料や衣服を提供する義務があった。食料品では、肉をアルゼンチンやオーストラリアから輸入し、缶詰もあらゆる物があるなど、日本本土にない高級品も豊富にあった。日本人社員は普通、2年間を樺太で越冬し1年間東京に帰るローテーションで、2年越冬すると2千円位を稼げ、樺太成金と言われた。

### ソ連側の鉱区開発

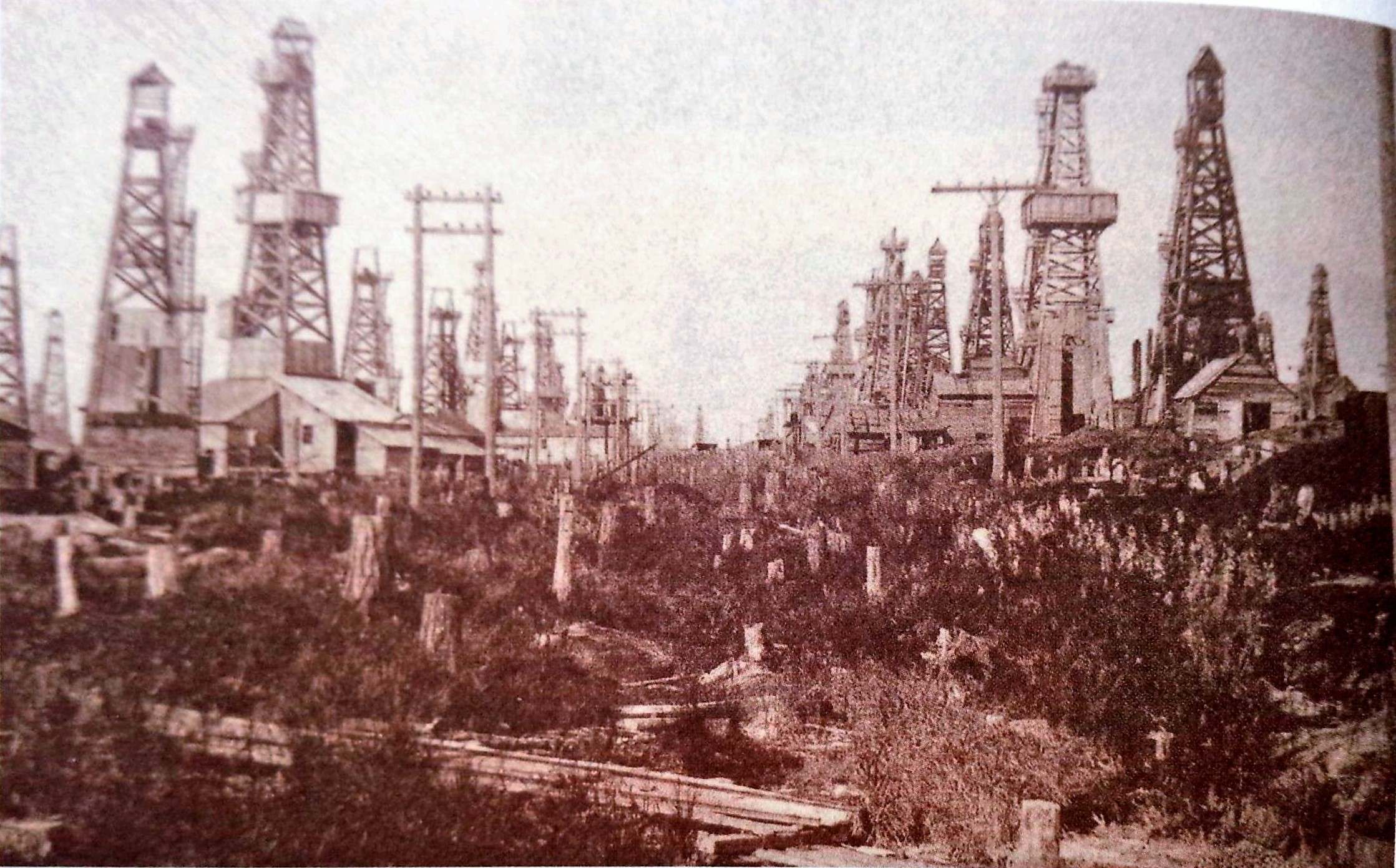
戦前の北樺太における日ソ両国の石油井

北樺太石油はソ連側の鉱区についても開発を委任するよう働きかけた。しかし、日本側の順調な立ち上がりを見て、ソ連も自国鉱区開発のため、1928年8月に「トラスト・サガレンネフチ（サガレン石油トラスト、ロシア語: Трест <Сахалиннефть>。以下「トラスト」）」を設立した。ソ連は日本から採油機器を購入の上、自己生産の原油を日本へ輸出することを希望し、1928年（昭和3年）9月に原油売買契約を締結。これに基づき1929年（昭和4年）からトラスト産原油が輸入され、最盛期には輸入量が年間10万トンを超えた。1928年から1932年にかけての輸入量は約30万トンで、さらに、バクー産石油の独占販売権も獲得した。
しかし、ソ連がハバロフスクに製油所を建設し独自の精製能力を手に入れたことや日ソ関係の悪化から、1937年（昭和12年）を最後にトラストからの購入は終了した。
なお、日本が探鉱で石油の埋蔵を確認したにもかかわらずソ連が生産を認めなかったエハビ油田では、トラストだけが生産を行った。エハビ油田は、オハ油田の生産が落ち込む一方で増産を続け、1945年には北樺太における採油量の7割を占める51万トンを生産するに至った。そして戦後さらに生産が伸び、1988年には年間260万トン、累計生産量が1億トンに達した。

### 採油能力の低下と試掘期限延長
石油会社は事業継続のため、新たな油田開発を行い採油能力の向上を図る必要がある。しかし北樺太石油では、株主に高配当を約束していたこともあり、経費がかかる一方で短期的な利益を生まない試掘を軽視。創業から1930年度までに試掘を行ったのは、ヌトウォ、カタングリ、北オハ、ポロマイの4区域だけであった。コンセッション終了期限に全資産をソ連に引き渡すことになっていたため、会社の財産を担保に資金調達することができず、当初は補助金も無かったため増資によるしかなかった。1931年（昭和6年）に資本金を2,000万円へ増資するとともに、ヌトウォ、カタングリ鉱床の開発を中止して試掘を強化。日本政府からは1932年に10万円、1933年に28万4千円などと試掘助成金が給付された。しかし、1936年度までの試掘作業の支出1,336万円に対し、試掘助成金は380万円にとどまり全く足りなかった。この結果、1930年代前半をピークに経営は下降線をたどり、年8パーセント配当を維持できなくなり、役員報酬も減額を余儀なくされた。

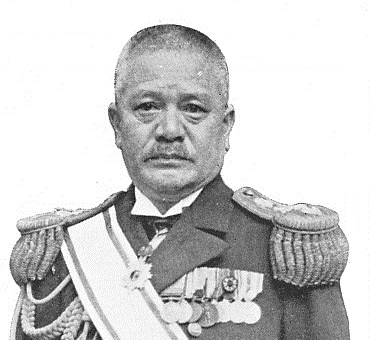
左近司政三

南満州鉄道は1928年に満州で油田調査を開始したところ、1929年には間島問題が深刻化し始め、石原莞爾らは1931年に満州事変を起こし、満鉄幹部で外交官の松岡洋右は1933年3月に国際連盟を脱退し、日本政府は1934年にワシントン海軍軍縮条約を破棄した。1935年7月に社長に就任した左近司政三は、条約が失効する1936年以降、試掘重視から採掘重視へ経営方針を転換し、オハ油田の開発と並んで、北オハ、カタングリ鉱床の開発を進める。しかしオハ油田の採油量が減少する一方で、北オハ鉱床の採油量は微増にとどまりオハ油田の減産を補うには至らなかった。またカタングリ鉱床は、1937年に申請した海底パイプラインの建設をソ連が許可しないなど事業を妨害したことにより、1940年には撤退を余儀なくされた。
試掘期間は1925年から1936年（昭和11年）までであったが、実際に試掘に着手したのが1928年と3年間を無為に過ごしたことから、北樺太石油は早くも1929年にはソ連へ期間延長を求めた。しかしソ連はまだ試掘期間が残っていると主張し、交渉は難航。1936年に左近司社長がソ連へ行き交渉した結果、ソ連人労働者の福利向上等を交換条件に試掘期間が5年間延長された。これを受けて、北樺太石油は未払込の増資金の徴収や政府保証債の発行、政府補助金により総額900万円の試掘計画を立てた。ところが同年11月に日独防共協定が締結されると、ソ連からの圧力が増していった。この結果、1937年にはポロマイ、クイドゥイラニ、チャイウォ、コンギ支所を閉鎖。試掘が進まない状況から日本側は試掘期限の再延長を求めたが、1936年の延長時に付属文書で再延長は行わないと約していたためソ連は認めなかった。

### ソ連の経営妨害
第一次五カ年計画で国力を増したソ連は外国資本の排除にかかり、北樺太石油にも圧力をかけるようになった。
北樺太のコンセッション企業はソ連の鉱山監督官、労働監督官、技術監督官に監督されていた。ソ連の国内法やコンセッション契約の違反を判断する監督官の権限は強く、監督官の命令で作業が中止されたり、時にはモスクワでの交渉を余儀なくされることが頻繁に発生した。また、監督官によって対応は異なり、北樺太石油に厳しくトラストには甘いといった不公平な対応が頻繁に行われた。
ソ連は様々な妨害を行い、以下のような状況であった。
- 事業計画や物資輸入計画、労働者雇用計画、原油搬出計画などの認可を遅らせたり縮小・却下させ、予定作業を妨害[89]。
- 現地事情を考慮せず、大規模な技術安全規定、衛生火防規定などを杓子定規に適用し、命令・要求を頻発[89]。
- 社員の入国を妨害。左近司政三社長も現地視察を拒否された[90]。
- 社員を些細な法規違反で裁判にかけ、過酷な刑罰を適用[89]。中にはスパイ容疑をかけられ、2年半の実刑を受けた者もいた[91]。

1938年には赤字に転落し、政府からの補助金で埋め合わせた。
これらの圧力に対して北樺太石油および駐ソ大使が抗議を行い、また国内でも外務省が世論に訴えた。そして1939年（昭和14年）2月には衆議院で日本政府に対策を講じるよう求める「対ソ権益確保に関する決議」がなされ、同年6月末から9月末まで、海軍も軽巡洋艦夕張のほか駆逐艦数隻がオハ沖で示威行動を行い権益保護の姿勢を見せた。しかし同年には団体契約交渉が難航、労働組合の要求の大半を受け入れて11月に調印したが、冬季労働者の雇用申請期限に間に合わず、エハビ、カタングリでの越冬経営が不可能になった。

### 北樺太利権の解消と会社消滅
1941年（昭和16年）に締結された日ソ中立条約の交渉過程で、ソ連は北樺太の利権解消を強く主張し日本と対立した。1940年（昭和15年）11月、ヴャチェスラフ・モロトフ外務人民委員は建川美次駐ソ大使に対し中立条約締結と利権解消を提案。これに対し日本政府は利権解消を拒否し、逆に日本への北樺太売却を打診したが相手にされなかった。1941年4月に行われた松岡洋右外務大臣とモロトフの会談で再度議論されたが、最終的には利権解消で決着した。中立条約締結時に取り交わされた松岡とモロトフの半公信に「北樺太利権の整理問題は数か月以内に解決するよう和解及び相互融和の精神をもって努力する」と盛り込まれた。松岡は北樺太利権の解消に積極的ではなかったが、利権があまり役立たないものとなっていたため解消を決め、他の閣僚には日本帰国後に説得するとして半公信を渡した。しかし半公信が非公表であったこともあり、日本政府はこの問題を放置した。
1941年6月に独ソ戦が始まるとソ連の北樺太石油への圧力は一時的に緩和したが、同年12月に期限を迎えていた試掘期間の再延長は拒否された。1942年（昭和17年）末に東部戦線の戦況がソ連有利に転じると再び圧力が増すようになる。そしてソ連は利権返還の約束を果たさなければ日ソ中立条約の破棄もやむを得ないと主張してきた。このため、1943年（昭和18年）になると日本政府はソ連との緊張を緩和するための交渉材料として、佐藤尚武駐ソ大使の建言を受けて、6月19日の大本営政府連絡会議で北樺太利権の有償譲渡を決定した。加えて、7月に北樺太へ食糧や生活物資を輸送していた用船が金華山沖で撃沈され事業継続困難になったことから、北樺太石油は8月1日に事業停止に着手、11月に留守番ほか社員約100名を残して北樺太から撤退した。
日ソ両国は1944年（昭和19年）3月30日、「北樺太の石油および石炭利権に関する移譲議定書」を締結。ソ連へ譲渡される資産の帳簿価格は2,174万円であったが、ソ連が請求してきた契約や法規違反の代償金と相殺され、当時の約400万円にあたる、わずか500万ルーブルの対価で北樺太の利権を放棄した。ただしソ連は「現在の戦争終了時から」5年間、毎年5万トンを日本へ供給することが定められた。これにより事業を失った北樺太石油は政府の斡旋を受けて、国内石油鉱業一元化のために設立された国策企業である帝国石油に7月1日に吸収合併されて消滅した。
なお北樺太石油は、太平洋戦争開始後、国内の石油技術者を南方へ送ったため人手不足となった帝国石油の八森油田（現在の秋田県八峰町にあった）を1942年12月から経営受託していた。1944年時点で八森油田の103名を含め従業員は904名であったが、一部の社員は「北樺太石油南進隊」（後述）として海軍に徴用され、残りは帝国石油に移籍した。

## 北樺太石油南進隊
太平洋戦争中、南方で石油資源の獲得を進めていた海軍は、ニューギニア島西部にあるクラモノ（Klamono）油田の開発を行うこととし、第101燃料廠（本部・ボルネオ島）の下に調査隊を編成したが、燃料掘削と採油の技術者が不足していた。こうした中、北樺太石油はソ連の圧力により多くの社員が北樺太に渡航できず本土に留まっていたことから、社員315名を軍属として徴用することで海軍と合意し、常務取締役・片山清次（予備役海軍少将）引率の下、隊を結成した。
1944年2月1日に佐世保港を出発したが、当初は海軍の調査隊と合流することは極秘となっていたため、「北樺太石油南進隊」と呼称された。2月17日にスラバヤに到着。ここで二隊に分かれ、先発隊がニューギニア、残りはボルネオへ向かった。先発隊はアンボンを経てクラモノ油田で調査隊に合流するが、うち89名はビアク島の陣地構築作業に回された。彼らは1944年5月に始まったビアク島の戦いに巻き込まれ三々五々脱出を図ったが、生還したのは18名のみであった。ニューギニアの隊員も連合軍の進攻のため6月には作業を中止しボルネオへ撤退。当初の任務は完了したものの多くの隊員は帰国できず燃料廠の各地の油田に配属された。1945年（昭和20年）3月に40名がシンガポールから帰国の途についたが、乗船・阿波丸がアメリカ潜水艦の攻撃を受け沈没、全員死亡した（阿波丸事件）。最終的に他の死者を含め315名中160名が戦病死し、生存者の大部分は帝国石油に復職した。

## 経営陣
社長、常務には主に海軍出身者が就任し、その他、日本石油等から取締役を出していた。

### 歴代社長
| 代 | 社長       | 任期                          | 備考     |
| -- | ---------- | ----------------------------- | -------- |
| 1  | 中里重次   | 1926年6月7日 - 1935年7月19日  | 海軍中将 |
| 2  | 左近司政三 | 1935年7月19日 - 1941年10月6日 | 海軍中将 |
| 3  | 荒城二郎   | 1941年10月6日 - 1944年6月30日 | 海軍中将 |

## 業績
以下の出典は(村上隆 2004, pp. 144–145)。
| 年度 | 生産・出荷（トン） | 生産・出荷（トン） | 生産・出荷（トン） | 生産・出荷（トン） | 生産・出荷（トン） | 営業成績（万円） | 営業成績（万円） | 営業成績（万円） | 営業成績（万円） |
| 年度 | オハ               | オハ               | オハ               | カタングリ         | カタングリ         | 収入             | 支出             | 純益             | 配当             |
| 年度 | 採油               | ソ連から購入       | 日本へ搬出         | 採油               | 日本へ搬出         | 収入             | 支出             | 純益             | 配当             |
| ---- | ------------------ | ------------------ | ------------------ | ------------------ | ------------------ | ---------------- | ---------------- | ---------------- | ---------------- |
| 1926 | 33,037             |                    | 20,600             |                    |                    | 98               | 90               | 5                |                  |
| 1927 | 77,227             |                    | 44,900             |                    |                    | 216              | 166              | 38               | 32               |
| 1928 | 121,356            |                    | 90,300             | 10                 |                    | 358              | 255              | 59               | 45               |
| 1929 | 186,641            | 27,700             | 131,500            | 420                |                    | 501              | 354              | 82               | 61               |
| 1930 | 192,145            | 37,300             | 199,000            | 1,230              |                    | 564              | 376              | 102              | 77               |
| 1931 | 186,329            | 112,500            | 272,800            | 1,820              |                    | 505              | 350              | 89               | 81               |
| 1932 | 186,073            | 135,000            | 313,600            | 1,160              |                    | 530              | 380              | 80               | 75               |
| 1933 | 193,355            | 124,700            | 313,600            | 2,400              |                    | 563              | 398              | 87               | 73               |
| 1934 | 161,849            | 123,200            | 241,500            | 3,000              |                    | 508              | 373              | 30               |                  |
| 1935 | 163,473            | 40,000             | 174,600            | 4,190              |                    | 584              | 400              | 77               | 53               |
| 1936 | 155,183            | 40,000             | 167,000            | 24,960             |                    | 643              | 407              | 127              | 114              |
| 1937 | 130,369            | 100,000            | 217,300            | 20,220             |                    | 593              | 369              | 94               | 80               |
| 1938 | 101,676            |                    | 127,200            | 25,600             | 34,000             | 783              | 630              | 36               | 80               |
| 1939 | 84,894             |                    | 51,400             | 9,530              | 4,060              | 981              | 791              | 84               | 80               |
| 1940 | 57,358             |                    | 45,300             | 0                  |                    | 925              | 746              | 85               | 80               |
| 1941 | 43,709             |                    | 15,600             |                    | 8,060              | 950              | 762              | 85               | 80               |
| 1942 | 51,578             |                    |                    |                    |                    | 1,109            | 935              | 85               | 80               |
| 1943 | 17,049             |                    | 9,500              |                    |                    | 844              | 621              | 87               | 80               |
| 1944 |                    |                    | 17,300             |                    |                    |                  |                  |                  |                  |